# Другий щасливий час
Другий щасливий час (нім. Zweite glückliche Zeit, англ. Second Happy Time; офіційно Unternehmen Paukenschlag ("Операція «Барабанний дріб».")), також відомий серед німецьких командирів підводних човнів як «американський сезон відстрілу») — період у битві за Атлантику, коли німецькі й італійські підводні човни завдавали максимального збитку торговому судноплавству, кораблям та суднам союзників, які рушили уздовж східного узбережжя Північної Америки.
«Другий щасливий час» тривав із січня 1942 року приблизно до серпня того ж року і включав кілька німецьких морських операцій, включаючи операцію «Нойланд». Німецькі підводники назвали його «Щасливий час» або «Золотий час», оскільки заходи захисту були слабкими й неорганізованими, а підводні човни могли завдати величезної шкоди з невеликим ризиком. За цей період підводні човни Осі потопили 609 суден загальною тоннажністю 3,1 млн тонн. Це призвело до втрат тисяч життів, в основному моряків торговельного флоту, і лише 22 підводні човни. Хоча втрати під час кампанії 1917 року у Першій світовій війні були меншими, вони дорівнювали приблизно одній чверті всіх суден, потоплених підводними човнами протягом усієї Другої світової війни.
Історик Майкл Ганнон назвав це «Другим Перл-Гарбором Америки» і поклав провину за нездатність країни швидко відреагувати на напади на бездіяльність адмірала Ернеста Дж. Кінга, головнокомандувача ВМС США. Оскільки Кінг також відмовився від британських пропозицій надати військово-морському флоту США власні кораблі, запровадження системи конвоїв, що сталося зі значним запізненням, певною мірою було пов'язане із серйозною нестачею відповідних кораблів для забезпечення супроводу, без яких конвої вважалися насправді більш вразливими, ніж поодинокі кораблі.

## Історія
Позиції США змінилися, коли 11 грудня 1941 року вони оголосили війну Німеччині, через три дні після оголошення війни Японії. Німецький адмірал Карл Деніц негайно спланував удар своїх океанських підводних човнів по американських прибережних водах. Першою в його задумі була операція «Паукеншлаг»: п'ять підводних човнів типу IX вийшли 18 грудня 1941 року з Лор'яна. Британська служба «Y» перехопила радіообмін цих підводних човнів; Роджер Вінн з Лондонського відділу відстеження підводних човнів підозрював, що ці підводні човни могли прямувати до західної Атлантики, і попередив канадців і американців про «значну концентрацію підводних човнів біля північноамериканського узбережжя».
Контрадмірал Френк Лейтон з Об'єднаного центру операцій і розвідки США отримав повідомлення та передав його, серед інших, контрадміралу Адольфусу Ендрюсу, який відповідав за берегову оборону вздовж східного узбережжя від штату Мен до Північної Кароліни, але він мало що міг зробити проти нападів сучасних німецьких підводних човнів, оскільки його флот складався лише з 7 куттерів берегової охорони США, чотирьох яхт і кількох старовинних суден часів Першої світової війни. У той час як бездіяльність Ендрюса була пов'язана з відсутністю ресурсів під його командуванням.
Американське прибережне судноплавство продовжувало працювати з увімкненими вогнями, а маяки продовжували працювати та ненавмисно надавати навігаційну допомогу ворогу. 12 січня 1942 року Ендрюс отримав ще одне попередження, але він відмовився віддати розпорядження щодо групування суден, які рухалися у прибережних водах у конвої (таку думку поділяє адмірал ВМС США Ернест Кінг).
12 січня 1942 року на відстані 160 миль від Галіфакса ПЧ U-123 Р. Гардегена потопив британське судно MV Cyclops (9 076 GRT), розпочавши епопею масового потоплення союзних транспортних суден біля берегів Америки.
Через два дні, 14 січня, німецький підводний човен U-123 завдав удару в межах видимості Лонг-Айленда, потопивши норвезький танкер Norness. Ендрюс не відправив жодного зі своїх 13 есмінців у гавань Нью-Йорка для розслідування. У ніч на 15 січня, не побачивши жодних кораблів переслідування, U-123 потопив британський танкер «Коїмбра» біля Сенді-Хука, штат Нью-Джерсі. Екіпаж U-123 був приємно здивований тим, що досі не бачив жодних заходів проти цих атак, і продовжував безкарно діяти біля Нью-Джерсі, потопивши ще п'ять суден, перш ніж вирушити назад до Франції. Однотипні з U-123 човни U-130, U-66, U-109 і U-125 разом потопили 16 суден, тобто сумарно 23. Коли всі п'ять підводних човнів типу IX повернулися до Франції, Деніц фактично розкритикував командира U-125 Ульріха Фолькерса за його неагресивність, човен якого знищив лишень одне судно союзників. Пізніше Деніц писав, що під час цієї першої експедиції до американського узбережжя кожен командир «мав таку кількість можливостей для атаки, що він жодним чином не міг використати їх усі: були часи, коли в поле зору було до десяти суден, які пливли з усіма включеними бортовими вогнями на курсами мирного часу».
Успіх операції «Паукеншлаг» призвів до того, що другу і третю хвилі німецьких підводних човнів було відправлено до американського узбережжя. Приблизно в цей час серед німецьких моряків почав лунати термін «Другий щасливий час», як порівняння з початковим успіхом 1940 року як «Перший щасливий час». На додаток до підводних човнів типу IX далекого радіусу дії, до Північної Америки також вирушали підводні човни меншої дальності, при цьому весь доступний на кораблях простір використовувався для додаткового харчування, води та палива, щоб збільшити дальність дії підводних човнів.
У березні 1942 року на східному узбережжі США розгорнули 24 протичовнових траулери Королівського ВМФ Великої Британії та 10 корветів, щоб допомогти полегшити ситуацію. У тому ж місяці Королівський канадський флот розширив зону дії, щоб він міг супроводжувати конвої, що йшли між Бостоном, штат Массачусетс, і Галіфаксом, Нова Шотландія.
Перше успішне затоплення німецького підводного човна сталося тільки 14 квітня 1942 року, коли есмінець «Роупер» артилерійським вогнем потопив біля мису Гаттерас U-85. У тому ж місяці Ендрюс нарешті погодився запровадити обмежену систему конвоїв і дозволити кораблям рухатися тільки у світлий час доби. До середини травня 1942 року повноцінна система конвоїв почала нарешті діяти, і кількість суден союзників, затоплених біля американського узбережжя, одразу зменшилася. Деніц швидко помітив зміни в американській тактиці й скоротив операції підводних човнів біля американського узбережжя. Починаючи з липня 1942 року, британське Берегове командування ПС перекинуло 53-ю ескадрилью на різні бази в Північній Америці для посилення протичовнової оборони. Відзначивши, що американці та союзники нарешті почали посилювати оборону на узбережжі США, Деніц скасував цю кампанію.
Під час «Другого щасливого часу», який тривав понад сім місяців, німці потопили 609 суден загальною вагою 3 100 000 тонн ціною втрати лише 22 підводних човнів. Це число становило б близько 25 % усіх союзних суден, потоплених німецькими підводними човнами протягом усієї війни.